# 트리플 엑스 (영화)
《트리플 엑스》(영어: XXX, 영어: xXx로 표현, 영어: Triple X로 발음)는 2002년 개봉한 미국의 액션 스릴러 영화로, 빈 디젤과 아시아 아르젠토, 마턴 초카시, 새뮤얼 L. 잭슨 등이 출연하였다. 감독은 빈 디젤 주연작 《분노의 질주》(2001)를 연출한 롭 코언이다.
속편으로 《트리플 엑스 2: 넥스트 레벨》(2005)과 《트리플 엑스 리턴즈》(2017)가 있다.

## 줄거리
체코 소재 러시아 과격파 무정부주의 단체 ‘아나키99’가 생화학 무기 ‘고요한 밤(Silent Night)’을 활용할 계획을 세운다. 아나키99가 미국 국가안보국(NSA) 소속 잠입 요원을 사살하자 기번스 요원은 이를 대체할 새 요원을 물색하다가 잰더 "트리플 엑스" 케이지라는 남자에게 눈독을 들이게 된다.
잰더 케이지는 기발하고 현란한 스턴트로 유명한 인터넷 유명인이었다. 젊은 세대를 비난한 국회의원의 차를 훔치는 영상으로 다시 한 번 큰 명성을 얻은 케이지는, 축하 파티 자리에서 영문도 모른 채 NSA에 납치된다. 기절했다 눈을 뜬 케이지는 어느 식당에 있었고, 곧 그 상황이 NSA의 위장임을 간파해낸다. 기번스 요원은 케이지의 능력을 호평하고, 그를 강제로 국가 요원을 선발하기 위한 테스트에 참여시킨다. 케이지는 곧 자신처럼 NSA에 차출된 사람들과 함께 콜롬비아 마약 카르텔의 코카인 재배 농장에 보내진다. 케이지는 손쉽게 그들의 포박으로부터 탈출하지만 혼자 도망치지 않고 동료들을 전부 데려가려고 노력하는 모습을 보인다. 이에 감명을 받은 기번스 요원은 케이지를 채용한다. 케이지는 반발하지만 응하지 않으면 감옥에 가게 된다는 위협에 어쩔 수 없이 승낙하게 된다.
케이지는 프라하로 보내져 아나키99에 잠입해 정보를 빼내는 역할을 맡는다. 체코 요원 밀란이 그와 동행한다. 그러나 케이지는 아나키99의 우두머리 요르기에게 접근하기 위해 밀란을 희생양으로 삼는다. 케이지는 자신의 유명세를 내세워 호감을 사고, NSA의 지시에 따라 고가의 스포츠카 구입을 원하는 척한다. 요르기의 애인 옐레나가 케이지에게 계좌 번호를 넘긴다. 그렇게 요르기와 친해진 케이지는 금세 대량의 정보를 캐낸다.
기대 이상인 케이지의 성과를 보고 기번스 요원은 케이지를 더 이용하기로 하고, 기술직인 토비 요원을 파견하여 케이지에게 각종 첨단 장비들을 지급해준다. 스포츠카를 거래하는 날 거래 현장에 밀란 요원이 숨어들었다가 발각되고, 케이지는 첨단 장비를 이용하여 밀란 요원을 죽인 것처럼 위장한다. 케이지를 신뢰하게 된 요르기는 케이지를 아나키99에 가입시킨다.
요르기는 아나키99의 아지트 역할을 하는 클럽에서 파티를 베푼 뒤 케이지를 외딴 고성으로 데려간다. 다음 날 아침 케이지는 그곳에 숨겨져 있을 생화학 무기를 물색하다가 옐레나가 요르기의 금고를 뒤지는 것을 발견한다. 옐레나가 첩자임을 알아챈 케이지는 자신 또한 비밀 요원이라고 밝힌다. 그 무렵 케이지에게 앙심을 품은 밀란 요원은 요르기에게 가담하고 케이지가 NSA 요원임을 누설한다. 요르기는 케이지를 저격할 것을 지시한다. 쫓기던 케이지는 곧 NSA로 이송된다.
기번스 요원은 케이지에게 정체가 발각났으니 본국으로 돌아오라고 하고, 대신 특수 부대가 투입돼 작전을 처리할 거라고 한다. 하지만 케이지는 옐레나를 걱정하여 단독으로 행동하기 시작한다. 케이지는 요르기의 성에 잠입하고, 요르기와 옐레나를 미행하여 비밀 지하 연구실로 간다. 요르기는 수상 드론 ‘에이해브’를 마침내 완성한 참이었으며, 그는 여기에 신경 가스 "고요한 밤"을 장착하여 발사를 할 계획을 갖고 있다. 잠입한 것이 발각된 케이지는 첨단 장비들을 이용해 도주하면서 요르기의 부하들을 사살한다. 케이지가 본인 은신처에 도착하자 기다리고 있던 밀란이 케이지에게 총을 겨누지만 옐레나가 나타나 밀란을 죽인다. 옐레나는 사실 러시아 연방보안국에서 버림받은 비밀 요원이었다.
케이지는 현지 요원들과 협력하여 아나키99를 칠 계획을 세운다. 케이지는 눈사태를 일으켜 설원에 자리한 아나키99의 송신탑을 눈으로 뒤덮는다. 그러나 불행히도 요르기에게 붙잡히고, 그는 이미 옐레나의 정체도 파악하고 있었다. 위기의 순간 특수 부대가 들이닥쳐 케이지와 옐레나는 죽음을 면하지만, 요르기는 보트를 타고 도주하면서 에이해브를 발사시키려 한다. 케이지가 위험을 무릅쓰고 요르기를 사살하는 데 성공하나 에이해브에는 이미 발사 코드가 들어간 상태이다. 폭주하는 에이해브는 블타바강을 가로지르며 발사 일보 직전에 이른다.
체코군은 신경 가스가 일부 누출되는 피해를 감수하고 공중 요격으로 에이해브를 파괴하려고 한다. 그러나 케이지가 옐레나와 함께 무장한 차를 타고 에이해브를 뒤쫓고, 케이지가 직접 에이해브에 올라탄다. 케이지에 의해 가라앉은 에이해브는 강 아래에서 폭발하고 프라하 시내는 피해를 면하는 데 성공한다. 기번스는 케이지의 공적을 치하하고, 옐레나가 케이지의 연인이 된다. 이후로 케이지는 NSA 요원으로서의 활동을 이어가게 된다.

## 출연
- 빈 디젤 - 잰더 "트리플 엑스(XXX)" 케이지 역
- 새뮤얼 L. 잭슨 - 오거스터스 기번스 역
- 윌리엄 호프 - 로저 도넌 요원
- 대니 트레이호 - 엘 헤페 역
- 아시아 아르젠토 - 옐레나 역
- 마턴 초카시 - 요르기 역
- 마이클 루프 - 토비 리 셰이버스 요원
- 리히 뮐러 - 밀란 소바 역
- 베르너 덴 - 키릴 역
- 페트르 야클 - 콜리야 역
- 얀 파벨 필리펜스키 - 빅토르 역
- 톰 에버렛 - 딕 호치키스 상원 의원 역
- 토머스 이언 그리피스 - 짐 맥그래스 요원 역
- 이브 - 제이제이 역
- 라일라 아시에리 - 조던 킹 역
- 람슈타인 - 본인 역
- 토니 호크 - 본인 역

## 우리말 녹음
KBS 성우진
- 성완경 - 잰더 케이지(빈 디젤)
- 이선 - 옐레나(아시아 아르젠토)
- 설영범 - 요르기(마턴 초카시)
- 한상덕 - 오거스터스(새뮤얼 L. 잭슨)
- 김준 - 콜리야(페트르 야클)
- 성창수 - 고문범(대니 트레이호) / NSA 요원(태너 길) / 군인(마레크 바슈트)
- 박규웅 - NSA 요원(크리스 갠)
- 김관진 - 밀란 소바(리히 뮐러) / 잰더의 친구(브라이언 디건)
- 이승주 - 키릴(베르너 덴) / NSA 요원(스콧 워)
- 윤세웅 - 셰이버스 요원(마이클 루프) / 잰더의 친구(토니 호크)
- 이현주 - 조던(라일라 아시에리)
- 임채헌 - 잰더의 친구(롭 웰스)
- 전숙경 - 잰더의 친구(이브) / NSA 요원(메리팻 그린)